# Aleksandr Aleksandrovič Mikulin
Aleksandr Aleksandrovič Mikulin (in russo Алекса́ндр Алекса́ндрович Мику́лин?; Vladimir, 14 febbraio 1895, 2 febbraio del calendario giuliano – Mosca, 13 maggio 1985) è stato un ingegnere aeronautico sovietico.
Direttore dell'OKB numero 24, progettò il primo motore a pistoni con raffreddamento a liquido Mikulin AM-34 e il motore a turbogetto Mikulin AM-3 per l'aereo di linea Tupolev Tu-104.

## Biografia
Nato a Vladimir nel 1895, studiò al Politecnico di Kiev, seguendo tra gli altri un corso di Nikolaj Žukovskij, di cui era nipote per parte di madre. Per mancanza di fondi non riuscì a completare gli studi e andò a lavorare alla Russo-Baltique di Riga, una delle prime fabbriche ad occuparsi di motori aerei. Nel 1914 si trasferì a Mosca e iniziò a frequentare la Scuola tecnica imperiale, dove partecipò, insieme a Tupolev, Stečkin, Archangel'skij, Vetčinkin e Jur'ev, al gruppo di studi aeronautici di Žukovskij.

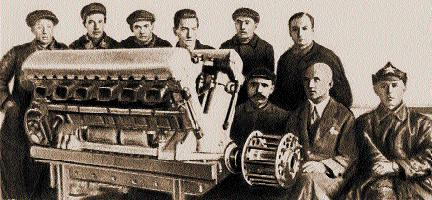
Mikulin (secondo da destra in basso) posa con un esemplare del motore AM-34 insieme ai propri collaboratori (1932).

Si laureò nel 1922; lavorò dal 1923 all'Istituto scientifico motoristico (divenendone progettista capo nel 1925), dal 1930 all'Istituto centrale di motoristica aerea e dal 1936 alla Fabbrica di motori aerei numero 24 M. V. Frunze. Tra il 1935 e il 1955 insegnò alla ex Scuola tecnica imperiale (divenuta nel frattempo Istituto meccanico-motoristico e intitolata a Nikolaj Bauman) e all'Accademia di Ingegneria Aeronautica Militare Žukovskij.
All'inizio degli anni trenta sotto la direzione di Mikulin venne realizzato il motore AM-34, utilizzato sugli ANT-25, sui bombardieri TB-3 e su altri velivoli, mentre il successivo sviluppo AM-35A fu usato nei caccia MiG-1 e MiG-3 e nei bombardieri TB-7.
Durante la seconda guerra mondiale Mikulin diresse la realizzazione dei motori potenziati AM-38F e AM-42 per gli aerei d'assalto Il-2 e Il-10. Tra il 1943 e il 1955 fu inoltre progettista capo della fabbrica di prototipi di motori aerei numero 30 a Mosca. Sotto la sua direzione venne realizzata una serie di motori a turbogetto come l'AM-3 per i Tu-16 e i Tu-104. Tra il 1955 e il 1959 lavorò presso il laboratorio motoristico dell'Accademia delle Scienze dell'URSS.
Morì nel 1985 a Mosca, e fu sepolto presso il cimitero di Novodevičij. La sua vita è stata narrata da Aleksandr Bek nel romanzo del 1969 Talant (Talento), nel quale il nome dello scienziato è celato dietro lo pseudonimo di Aleksej Nikolaevič Berežkov.

### Gli studi di medicina alternativa
Dopo aver subito un infarto, Mikulin lavorò ad un sistema di cura poi descritto nel libro del 1977 Aktivnoe dolgoletie (moja sistema bor'by so starost'ju) - in russo Активное долголетие (моя система борьбы со старостью)?, Longevità attiva (il mio sistema per combattere la vecchiaia). Tale sistema, che si fonda sulla elaborazione di analogie ingegneristiche tra la struttura del corpo umano e le costruzioni tecniche, ha subito critiche da parte di esponenti della medicina tradizionale.

## Motori progettati
Aleksandr Mikulin ha partecipato alla progettazione e alla realizzazione dei seguenti motori:
| Nome         | Tipologia                              | Aereo ospite                                                                          | Anno di produzione |
| M-34 o AM-34 | Motore a pistoni raffreddato a liquido | Polikarpov R-Z, Tupolev TB-3, Tupolev ANT-25, Tupolev TB-7, Bolkhovitinov DB-A        | 1932               |
| M-35 o AM-35 | Motore a pistoni raffreddato a liquido | Tupolev TB-7, Mikoyan-Gurevich MiG-1, Mikoyan-Gurevich MiG-3                          |                    |
| M-37 o AM-37 | Motore a pistoni raffreddato a liquido |                                                                                       |                    |
| M-38 o AM-38 | Motore a pistoni raffreddato a liquido | Mikoyan-Gurevich MiG-3, Mikoyan-Gurevich I-220, Mikoyan-Gurevich I-231, Ilyushin Il-2 | 1941               |
| M-39 o AM-39 | Motore a pistoni raffreddato a liquido | Mikoyan-Gurevich I-220, Mikoyan-Gurevich I-231, Tupolev Tu-1                          | 1943               |
| M-42 o AM-42 | Motore a pistoni raffreddato a liquido | Il'yushin Il-2, Il'yushin Il-10, Petlyakov Pe-8                                       |                    |
| M-43 o AM-43 | Motore a pistoni raffreddato a liquido | Tupolev Tu-1                                                                          |                    |
| M-47 o AM-47 | Motore a pistoni raffreddato a liquido |                                                                                       |                    |
| AM-380       | Motore a pistoni raffreddato a liquido |                                                                                       |                    |
| RD-3 o AM-3  | Turbogetto                             | Tupolev Tu-16, Tupolev Tu-104, Myasishchev M-4                                        | 1952               |
| R-9          | Turbogetto                             | Mikoyan-Gurevich MiG-19                                                               | 1952               |
| RD-5 o AM-5  | Turbogetto                             | Yakovlev Yak-25                                                                       | 1953               |
| RD-9 o AM-9  | Turbogetto                             | Mikoyan-Gurevich Ye-2, Mikoyan-Gurevich Ye-4                                          | 1953               |
| R-11         | Turbogetto                             | Mikoyan-Gurevich MiG-21, Sukhoj Su-15, Yakovlev Yak-28                                | 1958               |
| R-15         | Turbogetto                             | Mikoyan-Gurevich MiG-25, Tupolev Tu-123                                               | 1962               |
| R-27         | Turbogetto                             | Yakovlev Yak-36                                                                       | 1963               |
| RDK          | Endoreattore                           | Missili della Raduga, Zvezda, Novator                                                 |                    |

## Onorificenze

### Altre onorificenze
- Medaglia Falce e Martello (1940)
- Medaglia «Per l'opera valorosa durante la Grande guerra patriottica 1941-1945».